# Triponto hidrográfico

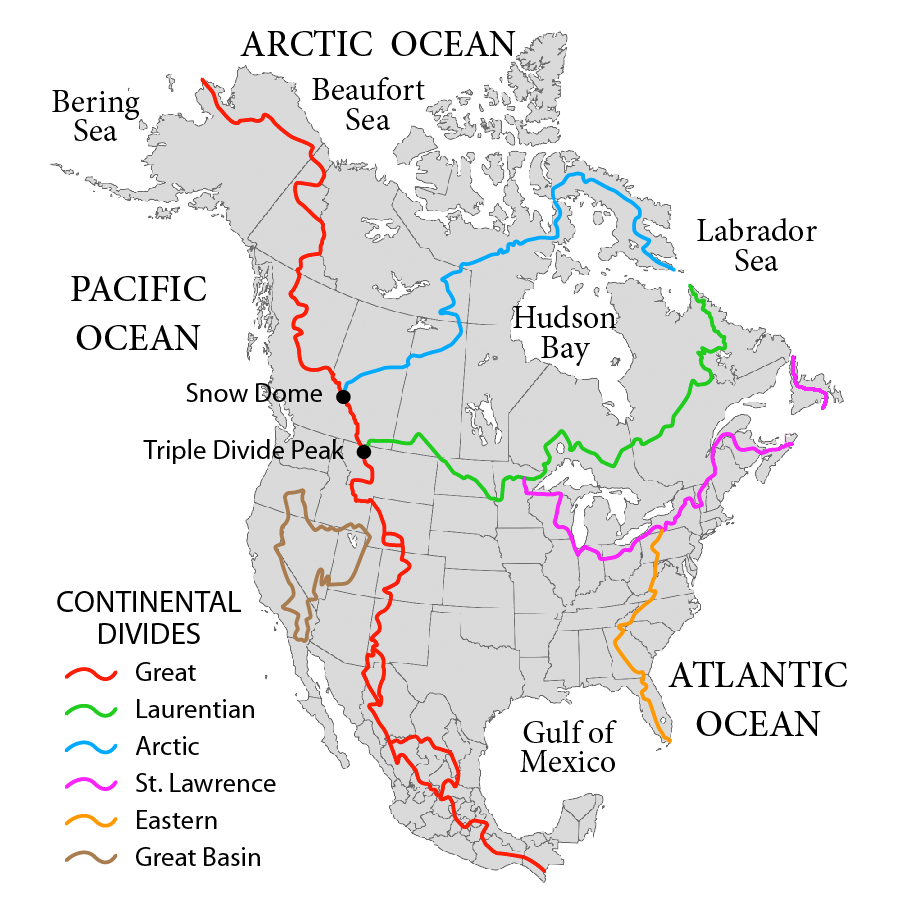
O Triple Divide Peak e o Snow Dome são tripontos hidrográficos da América do Norte.

Um triponto hidrográfico ou triponto topográfico é um ponto na superfície da Terra onde três bacias hidrográficas (e consequentemente três divisórias de águas) se encontram. Alguns tripontos hidrográficos são cumes montanhosos com grande proeminência topográfica, e outros são relativamente baixos ou pouco destacados.
Os tripontos são definidos topograficamente, não respeitando necessariamente águas subterrâneas. Por isso, dependendo das camadas geológicas e de como é feita a infiltração de água no solo, o real triponto hidrográfico pode não coincidir com o triponto topográfico definido usando o relevo.

## Exemplos
- Passo Lunghin/Piz Lunghin: (triponto das bacias do rio Danúbio, rio Pó e rio Reno)
- Snow Dome: (triponto das bacias do rio Columbia  rio Mackenzie, rio Nelson)
- Three Waters Mountain: (triponto das bacias doColorado, rio Columbia, rio Mississippi)
- Triple Divide Peak (Montana): (triponto das bacias do rio Columbia rio Mississippi, rio Nelson)
- Triple Divide Peak (Condado de Tulare, Califórnia): (triponto das bacias do rio Kern, rio Kaweah, rio Kings)
- Witenwasserenstock: (triponto das bacias do rio Pó, rio Reno e rio Ródano)